# Arnaud Grispen
Arnaud Grispen (Bree, 22 april 1956) is een gerenommeerd Belgische numismaat en auteur van diverse numismatische boeken. Hij publiceert en schrijft sinds 2012 ook mee aan tal van artikels, tijdschriften en jaarboeken voor numismatische muntenverenigingen van vzw's in België. Grispen was ook 5 jaar lang voorzitter van de heemkundige kring Wotra te Neeroeteren. Een kleine groep Vrijwilligers die zich inzetten voor het inventariseren, onderzoeken, archiveren en publiceren van een schat aan informatie uit het verleden.
Zijn werken zijn onder meer terug te vinden in verschillende bibliotheken en wordt vaak ingezet door numismaten (muntverzamelaars), veilinghouders, metaaldetectoristen en als inspiratie gebruikt bij studenten voor eindwerken.

## Biografie
Zijn verhaal begon op achtjarige leeftijd toen Arnaud sterke interesse kreeg in de numismatiek wat later leidde tot een eigen studie met zeven publicaties in het Nederlands, waarvan ook twee in het Frans. Het onderzoeksdomein van Arnaud Grispen situeert zich in de geschiedenis van de Belgische frank, officiële medailles, varianten, proefslagen en naslagen. 
In 1992 verscheen een publicatie voor een groter publiek getiteld "Gids voor muntverzamelaars, een handleiding vol met gouden tips" dat werd uitgegeven door de Koninklijke Munt van België in Brussel.
Op 1 november 2023 werd de gids voor muntverzamelaars van 1992 van en door Arnaud Grispen & Laurens Aernout opnieuw geactualiseerd via vzw Numismatica Zuidwest-Vlaanderen ter gelegenheid van hun zeventig jarig bestaan in 2024. Het draagt de titel "Gids voor muntverzamelaars 2.0" en het doel van dit project is om jongeren en beginnende verzamelaars wegwijs te maken in de numismatiek.
Grispen is ook bekend om zijn volle medewerking te verlenen aan bijvoorbeeld tijdschriften met waardevolle tips, coauteur met andere numismatische auteurs, catalogussen, onderzoeken, lezingen en diverse tentoonstellingen.

## Prijzen en erkenningen
- 1991: Oorkonde van verdienste - verleend door de culturele raad der stad Maaseik - voor de publicatie "Belgische munten onder de loep".
- 2014: Tweejaarlijkse ereprijs Numismatica Tienen - EGMP - laureaat, samen met Antoine Bruylandt [6].
- 2017: Tweejaarlijkse Numismatische Prijs Brugge en het Vrije - EGMP - Aanmoedigingsprijs voor het artikel “Uitzonderlijke Maaslandse muntvondsten”.
- 2019: Cultuurprijs 2019 - Toegekend door de Stad Maaseik en de Stedelijke Cultuurraad Maaseik.
- 2021: Medaille voor het beste artikel van het Jaarboek EGMP 2020 "De gouden medaille van 1880 voor de viering van 50 jaar Belgische onafhankelijkheid", samen met  medeauteur Jan Moens.
- 2023: Promotie van de Medaille/Promotion de la Médaille: medaille voor de publicatie van het artikel "Onderzoek naar een zilveren medaille (draagpenning) van koning Albert I (1909-1934)" in Flash medailles.

## Gepersonaliseerde numismatische medailles
Uitgereikt door de Europese Genootschap voor Munt en Penningkunde vzw (EGMP): 
- Heusden-Zolder 2007.
- Herentals 2013/2018/2022.
- Tienen tweejaarlijkse ereprijs 2016/2018/2020/2024.